# Gynodiastylis lata
Gynodiastylis lata är en kräftdjursart som beskrevs av Hale 1946. Gynodiastylis lata ingår i släktet Gynodiastylis och familjen Gynodiastylidae. Inga underarter finns listade i Catalogue of Life.